# ヤン・ラディスラフ・ドゥシーク
ヤン・ラディスラフ・ドゥシーク（またはヨハン・ラディスラウス・ドゥセック、Johann Ladislaus Dussek, チェコ語：Jan Ladislav Dusík, 1760年2月12日ボヘミア東部・チャースラフ Čáslav/Tschaslau - 1812年3月20日サン＝ジェルマン＝アン＝レー）は、イギリス・ピアノ楽派の基礎を築いたボヘミア人作曲家・ピアニスト。「ソナチネ・アルバム」で知られており、日本ではドゥセック、ドゥシェック、デュセック、デュシェックなどと呼ばれている。フランティシェク・クサヴェル・デュシェックと混同されがちなので要注意である。また、妻のソフィア・コッリ＝デュセックも作曲家で、その作品には夫の作品として出版されたものもある。

## 概要
ドゥシーク家は職業音楽家としてはすこぶる長い歴史があり、少なくとも作曲家の祖父の代までさかのぼり、1970年代までモラヴィアの分家に受け継がれていた。その中でヤン・ラディスラフ・ドゥシークは「大デュセック」としてよく知られている。
母親と夫人はハープ奏者で、そのため彼はピアノばかりかハープのためにも作曲した。たとえ作品が偉大であるにせよ、その一生は映画のネタになりそうなほどの波乱万丈に彩られており、さすらいの一生を含めて、まさに「ボヘミアン」という言葉を地で行く芸術家であった。

## 生涯
ボヘミアで早期の学習を終えると、オランダやドイツ各地を旅した。この間にカール・フィリップ・エマヌエル・バッハに学んだかもしれない。ドイツからサンクトペテルブルクに行き、その地でエカチェリーナ2世の寵臣となった。しかししばらくすると、秘密警察によってエカチェリーナ2世暗殺の謀議に関与したと告発されて、ペテルブルクを脱出した。ドゥシークの生涯にわたる王党派への思い入れや、惚れ惚れするような美男子ぶり、女帝エカチェリーナの美青年に対するある種の傾向からすると、別の可能性もありえなくない。 
ペテルブルクを去った後、1年間リトアニアのアントニ・ラジヴィウ公の音楽監督を務め、それから1780年代半ばに、ピアノとグラスハーモニカのヴィルトゥオーゾとしてドイツに旅立った。後にフランスに行ってマリー・アントワネットの寵臣となり、1788年にはミラノへの演奏旅行を断念するように言い渡された。1789年にフランス革命が勃発すると、ドゥシークはフランスからイングランドに行き、ロンドンに向かった。この間も相変わらず浮名を流しており、ハープ奏者で作曲家のジャン＝バティスト・クルムフォルツの妻と駆け落ちしている。このためクルムフォルツは、セーヌ川に身を投げた。 
ロンドンでも演奏家としてのキャリアが開花し、ハイドンから大絶賛された。ハイドンは、自分とドゥシーク作品を目玉にしたザロモン演奏会のあと、ドゥシークの父親に熱のこもった手紙を送った。ロンドンでドゥシークは、楽譜出版社コッリ（Corri）に協力して会社を興すが、後でこれは破産することになる。やがてドゥシークはクルムフォルツ夫人を捨てて、コッリの娘ソフィアと結婚した。ソフィアは歌手・ピアニスト・ハープ奏者であり、後に自力で有名になった。2人の間には娘ができたが、結婚生活は不幸せで、2人はそれぞれ密通を重ねた。
作曲家として以外にドゥシークが音楽史上で重要なのは、ピアノの「英国式アクション」を開発したジョン・ブロードウッドと親交があったためである。ドゥシークの作品は、当時はやりのピアノには出せない力強さや音域が必要だったので、ブロードウッドに音域と音響の拡大を迫ったのである。その後ブロードウッドのピアノは、ドゥシークの即興曲を付けて、ベートーヴェンの許に送られた。それからドゥシークがブロードウッドと晩餐をとっていると、ソフィアが愛人と連れ立って家を出てしまう。だが愛人に拒絶されたためにソフィアはドゥシークの許に帰ってきた。ドゥシークとコッリの会社が破産すると、ドゥシークは家族を捨ててイングランドからドイツに逃れ、そのため義父コッリは債務者牢につながれてしまった。 
ドイツでは、初めはリストを予告するような、最初の美男のピアニストだった。ルイ・シュポーアによるとドゥシークは、「淑女たちが彼の美しい横顔を愛でることができるように」、舞台上にピアノを横向きに置いた最初のピアニストだった。だが間もなく、プロイセン王子ルイ・フェルディナントに仕官するようになり、王子には使用人としてよりもむしろ友人や同僚として遇されるようになった。2人は時おり一緒になって、「音楽の饗宴」と呼ばれた乱痴気騒ぎに興じもした。ルイ・フェルディナント王子がナポレオン戦争で戦死すると、ドゥシークは感動的な《ピアノ・ソナタ〈哀歌〉》作品61を作曲する。
1807年には、かつてのマリー・アントワネットとのゆかりにもかかわらず、ドゥシークはパリに戻り、フランスの外務大臣タレーランに召し抱えられた。ドゥシークの作曲した力強い《ピアノ・ソナタ〈パリへの帰還〉》は、最終楽章がマリー・アントワネットの視点から、フランス革命の歴史を音楽で表現したものと見なしうる。ギロチンが降りて、女王の亡霊が戻ってくるとクライマックスになる。
ドゥシークは余生をフランスとプロイセンで過ごし、演奏・教育・作曲活動に費やした。晩年は容姿が崩れて醜く太り、不幸にも段々ピアノの鍵盤に手が届かなくなると、酒びたりの日々を重ねるようになり、寿命を縮めることとなった。

## 作品とその受容
ドゥシークは、メンデルスゾーンやシューマン、ショパンなど、ロマン派のピアノ曲の作曲家の重要な先駆者である。同世代のその他の後期古典派の作曲家に比べると、ドゥシークはいちじるしく「モダン」に響く曲が多い。それでも、その作品は作曲された時点で流行してはおらず、後代の作曲家たちがドゥシークに影響されたかどうかは、今なお疑問が少なくない。ドゥシークは、独自の線を進んで模倣者を呼ばず、その意味ではどことなくジェズアルドに似ている。様式的に、古典派よりもロマン派と多くの共通点を持ち、ほとんどの作品は作曲年代から20年ほど後のロマン派音楽の始まりになって、ようやく受容された。
ドゥシーク作品の中でも有名になったいくつかはピアノ独奏用の小品で、その多くが標題的な副題を持っている。たとえば「フランス女王の嘆き」（1793年）は、さまざまな長さの一連のエピソードからなり、子供たちとの別れも含めて、女王の不運に関するテクストが挿入されている。
34曲のピアノ・ソナタもあり、その中に、（1806年に戦死したプロイセン王子ルイ・フェルディナントを悼んで作曲された）美しく比類のない《悲歌の調べElégie harmonique》作品61も含まれている。加えて数多くのピアノ協奏曲やヴァイオリン・ソナタ、劇音楽、数々の室内楽曲がある。中でも、《ホルン三重奏曲》は後にブラームスが作曲するのと同じ楽器編成をとっており、類無双の《ピアノとヴァイオリン、チェロ、打楽器のためのソナタ》（1797年）は、〈ダンカン提督による海戦とオランダ軍の完敗〉と題されている。打楽器も含んだ室内楽という発想は、20世紀初頭になるまで稀であった。
6つのソナチネ作品20は唯一のピアノのためのソナチネで、その内の2曲がソナチネアルバムに採用されており、第1番が第1巻に第4番が第2巻に収録されている。